# Leigong (köpinghuvudort i Kina, Hubei Sheng, lat 31,29, long 113,51)
Leigong är en köpinghuvudort i Kina. Den ligger i provinsen Hubei, i den centrala delen av landet, omkring 110 kilometer nordväst om provinshuvudstaden Wuhan. Antalet invånare är 30 400. Befolkningen består av 14 940 kvinnor och 15 460 män. Barn under 15 år utgör 14,0 %, vuxna 15-64 år 74 %, och äldre över 65 år 10,0 %.
Runt Leigong är det tätbefolkat, med 530 invånare per kvadratkilometer. Närmaste större samhälle är Anlu, 16,4 km öster om Leigong. Trakten runt Leigong består till största delen av jordbruksmark.
Genomsnittlig årsnederbörd är 1 301 millimeter. Den regnigaste månaden är juli, med i genomsnitt 192 mm nederbörd, och den torraste är december, med 15 mm nederbörd.